# Брёй-Манье
Брёй-Манье́ (фр. Breuil-Magné) — коммуна во Франции, находится в регионе Пуату — Шаранта. Департамент коммуны — Шаранта Приморская. Входит в состав кантона Рошфор-Север. Округ коммуны — Рошфор.
Код INSEE коммуны — 17065.

## Население
Население коммуны на 2010 год составляло 1655 человек.
| 1962 | 1968 | 1975 | 1982 | 1990 | 1999 | 2010 |
| ---- | ---- | ---- | ---- | ---- | ---- | ---- |
| 707  | 698  | 972  | 1156 | 1160 | 1225 | 1655 |